# Österreichische Badmintonmeisterschaft 2012
Die Österreichische Badmintonmeisterschaft 2012 fand vom 3. bis zum 5. Februar 2012 in Wolfurt statt. Es war die 55. Auflage der Meisterschaften.

## Medaillengewinner
| Disziplin    | Gold                               | Silber                            | Bronze                            |
| ------------ | ---------------------------------- | --------------------------------- | --------------------------------- |
| Herreneinzel | Luka Wraber                        | David Obernosterer                | Heimo Götschl                     |
| Herreneinzel | Luka Wraber                        | David Obernosterer                | Matthias Almer                    |
| Dameneinzel  | Simone Prutsch                     | Claudia Mayer                     | Alexandra Mathis                  |
| Dameneinzel  | Simone Prutsch                     | Claudia Mayer                     | Susanne Schuster                  |
| Herrendoppel | Jürgen Koch Peter Zauner           | Philip Katsaros Roman Zirnwald    | Dominik Trojan Michael Trojan     |
| Herrendoppel | Jürgen Koch Peter Zauner           | Philip Katsaros Roman Zirnwald    | Ralph Bittenauer Paul Demmelmayer |
| Damendoppel  | Elisabeth Baldauf Alexandra Mathis | Nina Almer Iris Freimüller        | Sarina Kohlfürst Nathalie Ziesig  |
| Damendoppel  | Elisabeth Baldauf Alexandra Mathis | Nina Almer Iris Freimüller        | Anna Demmelmayer Belinda Heber    |
| Mixed        | Roman Zirnwald Elisabeth Baldauf   | Paul Demmelmayer Alexandra Mathis | Peter Zauner Barbara Scheer       |
| Mixed        | Roman Zirnwald Elisabeth Baldauf   | Paul Demmelmayer Alexandra Mathis | Simon Rebhandl Iris Freimüller    |

## Herreneinzel
- Günter Kofler – Daniel Aigner: 21-19 21-10
- Michael Trojan – Markus Haltau: 21-10 21-11
- Jakob Ostermann – Andrej Serov: 21-12 21-13
- Markus Schaller – Moritz Kaufmann: w.o.
- Heimo Götschl – Stefan Wrulich: 21-13 21-6
- Dominik Trojan – Florian Baumgartner: 21-13 22-24 21-16
- David Obernosterer – Benjamin Schlemmer: 21-10 21-11
- Markus Ratzenböck – Rüdiger Gnedt: w.o.
- Simon Rebhandl – Julian Schmid: 21-13 21-11
- Fabian Steurer – Wolfgang Gnedt: 21-18 21-12
- Paul Demmelmayer – Manuel Grün: 21-11 21-10
- Matthias Almer – Dominik Stipsits: 21-12 21-14
- Sebastian Schuler – Jürgen Schuster: 23-25 21-12 21-10
- Klaus Dornig – Alexander Serov: 21-13 25-23
- Jan Sedlmayr – Lukas Rebhandl: 21-11 21-16
- Luka Wraber – Ralph Bittenauer: 21-6 21-12
- David Obernosterer – Markus Ratzenböck: 21-8 21-7
- Markus Schaller – Simon Rebhandl: 12-21 21-16 21-15
- Heimo Götschl – Fabian Steurer: 10-21 21-14 21-15
- Paul Demmelmayer – Jakob Ostermann: 21-12 21-10
- Michael Trojan – Dominik Trojan: 21-8 21-17
- Matthias Almer – Günter Kofler: 21-9 21-11
- Klaus Dornig – Sebastian Schuler: 21-7 21-9
- Luka Wraber – Jan Sedlmayr: 21-12 25-23
- David Obernosterer – Markus Schaller: 21-15 21-12
- Heimo Götschl – Paul Demmelmayer: 21-17 21-11
- Matthias Almer – Michael Trojan: 21-17 21-15
- Luka Wraber – Klaus Dornig: 21-7 21-14
- David Obernosterer – Heimo Götschl: 21-11 21-17
- Luka Wraber – Matthias Almer: 22-24 21-6 21-17
- Luka Wraber – David Obernosterer: 19-21 21-18 21-14

## Dameneinzel
- Mercedes Raunig – Jenny Ertl: 21-19 21-18
- Nathalie Ziesig – Maria Fröhlich: 21-17 21-18
- Nicole Bertsch – Chiara List: 21-16 21-12
- Leonie Stenek – Sonja Langthaler: 21-15 16-21 21-13
- Elisa Widowitz – Melissa Grässl: 20-22 21-2 21-10
- Claudia Mayer – Mercedes Raunig: 21-2 21-6
- Martina Stückler – Barbara Scheer: 21-17 12-21 22-20
- Alexandra Mathis – Nathalie Ziesig: 21-18 17-21 21-8
- Anna Demmelmayer – Nicole Bertsch: 21-15 21-18
- Susanne Schuster – Janine Lais: 21-18 21-17
- Leonie Stenek – Nina Almer: 24-22 21-19
- Sarina Kohlfürst – Bianca Schiester: 21-15 21-14
- Simone Prutsch – Elisa Widowitz: 21-4 21-11
- Claudia Mayer – Martina Stückler: 21-9 21-8
- Alexandra Mathis – Anna Demmelmayer: 12-21 21-13 21-13
- Susanne Schuster – Leonie Stenek: 21-10 21-16
- Simone Prutsch – Sarina Kohlfürst: 21-19 21-13
- Claudia Mayer – Alexandra Mathis: 22-20 21-19
- Simone Prutsch – Susanne Schuster: 21-11 21-14
- Simone Prutsch – Claudia Mayer: 21-18 22-20

## Herrendoppel
- Jürgen Koch / Peter Zauner – Markus Schaller / Stefan Wrulich: 21-5 21-6
- Jan Sedlmayr / Moritz Kaufmann – Florian Baumgartner / Klaus Dornig: 18-21 21-16 21-13
- Simon Rebhandl / Lukas Rebhandl – Daniel Aigner / Jakob Ostermann: 21-15 21-10
- Michael Trojan / Dominik Trojan – Markus Haltau / Werner Zirnwald: 21-17 21-12
- Dominik Stipsits / Benjamin Schlemmer – Alexander Serov / Andrej Serov: 21-15 21-19
- Paul Demmelmayer / Ralph Bittenauer – Günter Kofler / Julian Schmid: 21-13 21-7
- Markus Ratzenböck / Manuel Grün – Sebastian Schuler / Fabian Steurer: 22-20 17-21 21-12
- Roman Zirnwald / Philip Katsaros – Rüdiger Gnedt / Wolfgang Gnedt: w.o.
- Peter Zauner / Jürgen Koch – Moritz Kaufmann / Jan Sedlmayr: 21-7 21-14
- Michael Trojan / Dominik Trojan – Lukas Rebhandl / Simon Rebhandl: 21-16 21-17
- Paul Demmelmayer / Ralph Bittenauer – Benjamin Schlemmer / Dominik Stipsits: 21-19 21-18
- Roman Zirnwald / Philip Katsaros – Manuel Grün / Markus Ratzenböck: 21-7 21-12
- Peter Zauner / Jürgen Koch – Dominik Trojan / Michael Trojan: 21-9 21-11
- Roman Zirnwald / Philip Katsaros – Ralph Bittenauer / Paul Demmelmayer: 21-14 21-14
- Peter Zauner / Jürgen Koch – Philip Katsaros / Roman Zirnwald: 21-6 21-8

## Damendoppel
- Barbara Scheer / Mercedes Raunig – Lilli Greutter / Sonja Langthaler: 21-13 23-21
- Nathalie Ziesig / Sarina Kohlfürst – Nicole Bertsch / Maria Fröhlich: 21-9 21-19
- Chiara List / Janine Lais – Jenny Ertl / Elisa Widowitz: 21-15 14-21 22-20
- Sarah Svoboda / Leonie Stenek – Katharina Amann / Alexandra Högger: 21-18 21-15
- Belinda Heber / Anna Demmelmayer – Bianca Schiester / Susanne Schuster: 21-10 15-21 21-19
- Theresa Baldauf / Christina Baldauf – Melissa Grässl / Martina Stückler: 21-18 22-20
- Alexandra Mathis / Elisabeth Baldauf – Mercedes Raunig / Barbara Scheer: 21-16 21-14
- Nathalie Ziesig / Sarina Kohlfürst – Janine Lais / Chiara List: 21-14 21-5
- Belinda Heber / Anna Demmelmayer – Leonie Stenek / Sarah Svoboda: 21-11 21-14
- Iris Freimüller / Nina Almer – Christina Baldauf / Theresa Baldauf: 21-12 21-13
- Alexandra Mathis / Elisabeth Baldauf – Sarina Kohlfürst / Nathalie Ziesig: 21-19 21-11
- Iris Freimüller / Nina Almer – Anna Demmelmayer / Belinda Heber: 21-17 21-11
- Alexandra Mathis / Elisabeth Baldauf – Nina Almer / Iris Freimüller: 21-15 21-12

## Mixed
- Philip Katsaros / Theresa Baldauf – Sebastian Schuler / Janine Lais: 21-9 21-11
- Dominik Trojan / Elisa Widowitz – Florian Baumgartner / Maria Fröhlich: 21-15 21-23 21-15
- Julian Schmid / Sarah Svoboda – Rüdiger Gnedt / Nicole Bertsch: w.o.
- Dominik Stipsits / Sonja Langthaler – Markus Ratzenböck / Mercedes Raunig: 21-13 21-12
- Fabian Steurer / Leonie Stenek – Jürgen Schuster / Susanne Schuster: 21-15 22-20
- Moritz Kaufmann / Nathalie Ziesig – Stefan Wrulich / Belinda Heber: 21-16 12-21 21-9
- Ralph Bittenauer / Anna Demmelmayer – Benjamin Schlemmer / Bianca Schiester: 23-21 21-16
- Klaus Dornig / Melissa Grässl – Manuel Grün / Chiara List: 24-22 21-13
- Roman Zirnwald / Elisabeth Baldauf – Philip Katsaros / Theresa Baldauf: 21-11 21-6
- Peter Zauner / Barbara Scheer – Dominik Trojan / Elisa Widowitz: 21-7 21-18
- Markus Schaller / Martina Stückler – Julian Schmid / Sarah Svoboda: 21-4 21-15
- Dominik Stipsits / Sonja Langthaler – Lukas Rebhandl / Jenny Ertl: 21-16 21-14
- Simon Rebhandl / Iris Freimüller – Fabian Steurer / Leonie Stenek: 21-12 19-21 21-17
- Paul Demmelmayer / Alexandra Mathis – Klaus Dornig / Melissa Grässl: 21-9 21-15
- Roman Zirnwald / Elisabeth Baldauf – Moritz Kaufmann / Nathalie Ziesig: 21-7 21-9
- Peter Zauner / Barbara Scheer – Markus Schaller / Martina Stückler: 21-11 21-16
- Simon Rebhandl / Iris Freimüller – Dominik Stipsits / Sonja Langthaler: 21-19 14-21 21-12
- Paul Demmelmayer / Alexandra Mathis – Ralph Bittenauer / Anna Demmelmayer: 21-13 21-14
- Roman Zirnwald / Elisabeth Baldauf – Peter Zauner / Barbara Scheer: 21-13 18-21 21-19
- Paul Demmelmayer / Alexandra Mathis – Simon Rebhandl / Iris Freimüller: 21-11 17-21 21-10
- Roman Zirnwald / Elisabeth Baldauf – Paul Demmelmayer / Alexandra Mathis: 21-19 21-15